# Tai nạn máy bay Tver 2023
Vụ tai nạn máy bay Embraer Legacy 600 năm 2023 ở Tver , xảy ra khi một chiếc máy bay tư nhân bay từ  Moskva  đến  St. Petersburg  bị rơi vào ngày 23 tháng 8 năm 2023 tại  Kurenkino , phía bắc Moskva. Tất cả bảy hành khách và ba thành viên phi hành đoàn trên máy bay đều thiệt mạng.  Cơ quan Vận tải Hàng không Liên bang Nga  cho biết những người sáng lập tổ chức lính đánh thuê Nga  Tập đoàn Wagner  là  Yevgeny Prigozhin  và  Dmitry Utkin  đều có tên trong danh sách hành khách , nhưng cũng có các kênh Telegram tuyên bố rằng Prigozhin đang ở trên một máy bay khác . Trước đây, nhiều người đã đổi tên thành Yevgeny Prigozhin nhằm che giấu tung tích của ông, khiến thế giới bên ngoài không thể xác minh độc lập liệu Prigozhin đã chết hay chưa. Do đó, các nhà phân tích kêu gọi mọi người tiếp tục thận trọng và xác nhận cẩn thận xem các chi tiết về vụ tai nạn có đúng hay không. .